# Leicestershire
Leicestershire ([ˈlɛstəˌʃiə] sau [ˈlɛstəˌʃə]) este un comitat în Anglia situat în regiunea East Midlands. Se învecinează cu Rutland, Lincolnshire, Nottinghamshire, Northamptonshire, Warwickshire, Staffordshire și Derbyshire.

## Orașe
Leicester este orașul cel mai mare, alte orașe importante sunt:
- Ashby-de-la-Zouch
- Blaby
- Coalville
- Glenfield
- Hinckley
- Loughborough
- Lutterworth
- Market Harborough
- Melton Mowbray
- Oadby
- Shepshed
- Syston
- Wigston Magna